# ليشانة
ليشانة بلدية بولاية بسكرة.